# Route A8 (Lettonie)
Pour les articles homonymes, voir A8 et Route A8.
La route A8 (Autoceļš A8) est une  route nationale de Lettonie reliant Riga à la frontière lituanienne, près de Eleja (lv). Elle mesure 76,1 km. Elle fait partie de la route européenne 77.

## Tracé

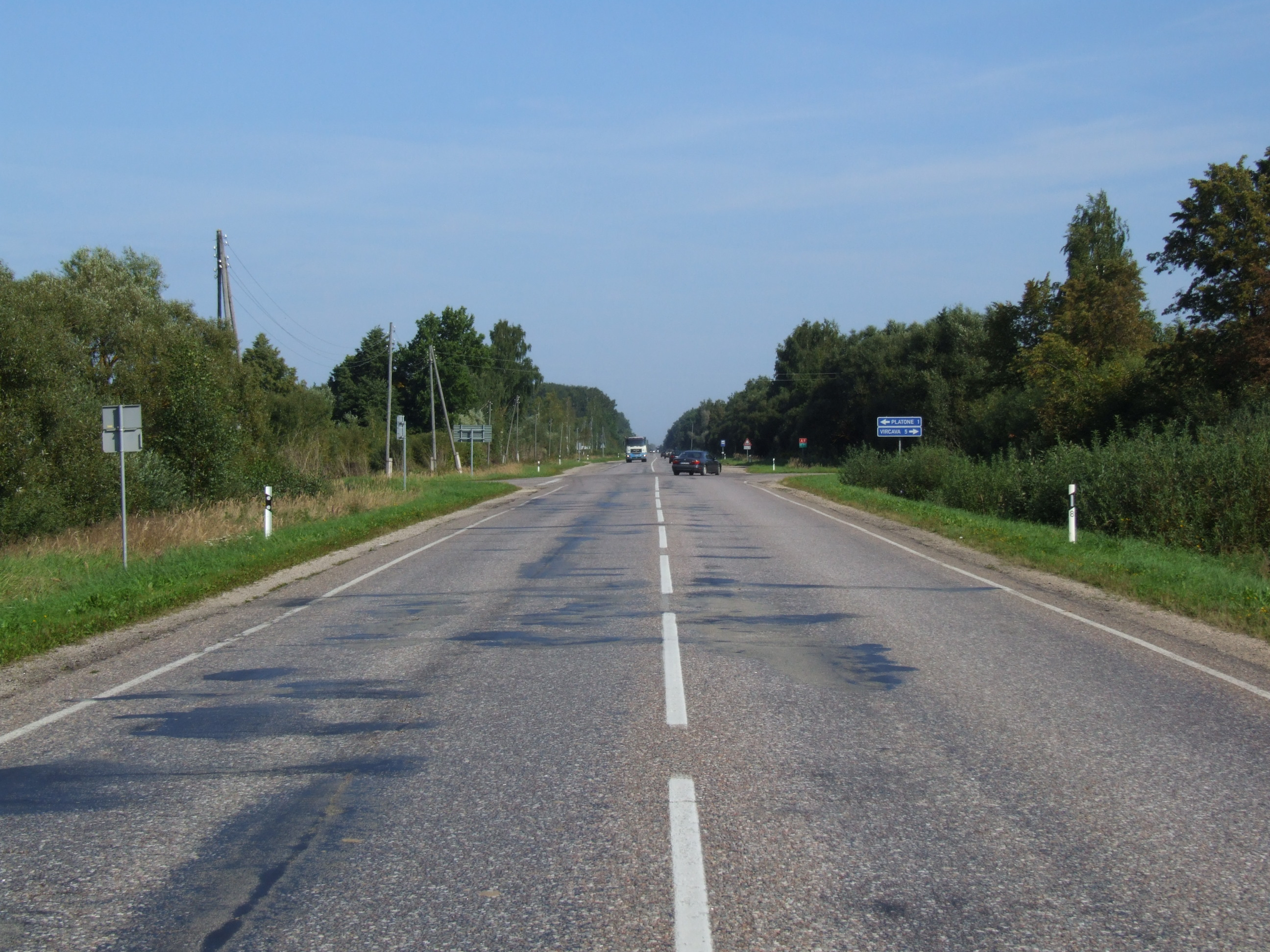
La route à proximité de Jelgava.

- Riga
- Jaunolaine (lv)
- Jelgava
- Eleja (lv)